# Heinrich Adolph von Brühl

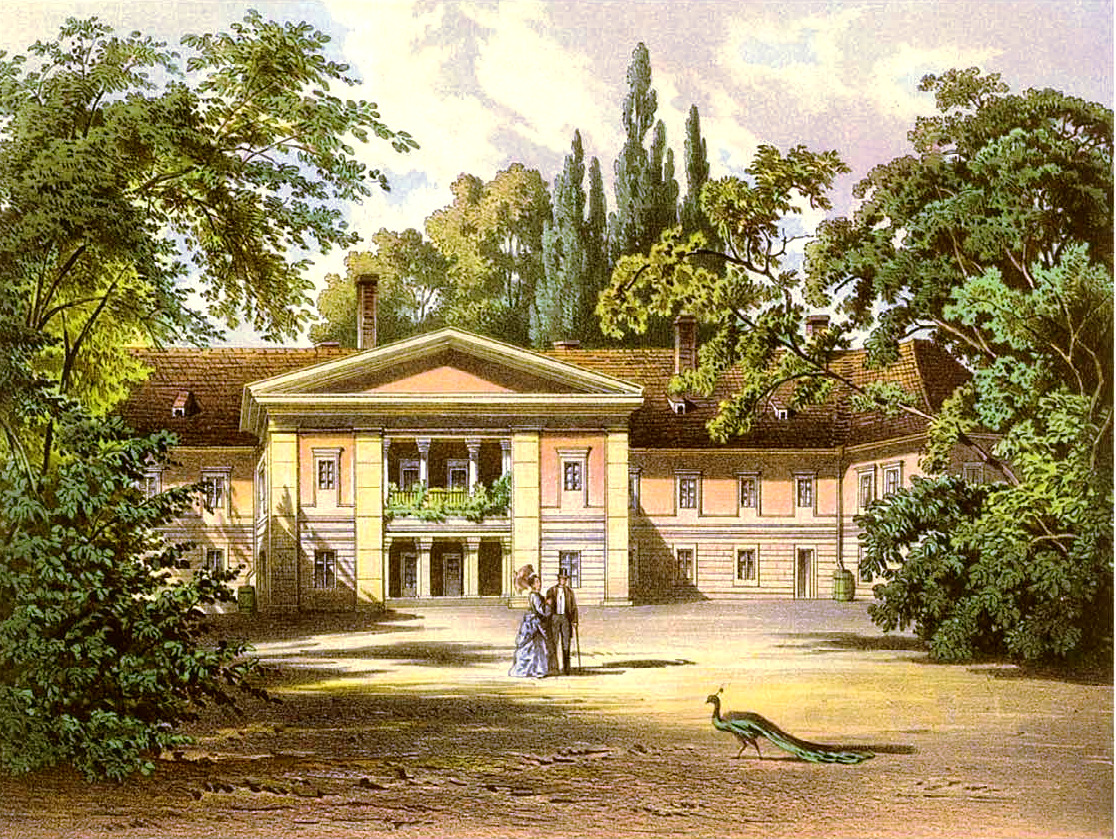
Schloss Bedra befand sich seit 1755 im Besitz der Familie und war Lebensmittelpunkt von Heinrich Adolph Graf von Brühl

Heinrich Adolph Graf von Brühl (* 19. Mai 1744; † 1. Februar 1778 in Bedra) war ein kursächsischer Kammerherr, Ober- und Amtshauptmann in Thüringen, Direktor der „kanzleischriftsäßigen Ritterschaft“ des Freyburger Bezirks sowie Besitzer der Allodialgüter Bedra, Schalkendorf, Möckerling und Leyha.

## Leben
Er stammte aus dem thüringischen Adelsgeschlecht von Brühl und war der Sohn von Friedrich Wilhelm Graf von Brühl und der Agnes Elisabeth geb. von Thümen. Letztere lebte als Witwe 1779 auf Schloss Bedra. Heinrich Graf von Brühl war sein Onkel. Der kursächsische Diplomat und Astronom Hans Moritz Graf von Brühl war sein älterer Bruder.
Er schlug wie viele Mitglieder seiner Familie durch Förderung Heinrich Graf von Brühls die Verwaltungslaufbahn im Kurfürstentum Sachsen ein und studierte ab 1759 an der Universität Leipzig. Bereits ein Jahr später wurde er von Kurfürst Friedrich August II. von Sachsen, der gleichzeitig auch König von Polen war, zum Kammerjunker in Dresden ernannt. Anlässlich seines 19. Geburtstages verfasste Christian Fürchtegott Gellert ein Gedicht auf Heinrich Adolph Graf von Brühl. Gellert war des Öfteren auf dem Gut Bedra zu Gast.
1764 wird er als Oberhauptmann in Thüringen bezeichnet.

## Familie
Heinrich Adolf war zweimal verheiratet. Zunächst mit Sophie Luise von Kalitsch (* 18. April 1742; † 15. Dezember 1771) und nach deren Tod mit Christiana Gertrud von Hohenthal (* 5. Dezember 1742; † 24. Juli 1783). Er hinterließ fünf Kinder, von denen Heinrich Ludwig Graf von Brühl (1768–1833) und Henriette Mariane Alicia (1770–1841) das Erwachsenenalter erreichten. Letztere heiratete 1787 Ernst Adolf Freiherr von Schmertzing, und nach dessen Tod Adolf von der Lühe und zog nach Schwerin in Mecklenburg.